# Autostrada Moggio-Auasa
L'autostrada Moggio-Auasa è un'autostrada a pedaggio in Etiopia. L'autostrada è aperta al traffico solo parzialmente per i primi 91 km, ha quattro corsie di circolazione ed è gestita dalla Ethiopian Toll Roads Enterprise (ETRE). La Moggio-Auasa fa parte della Rete stradale trans-africana essendo stata inclusa nel percorso della Strada trans-africana 4 mirata a collegare Cairo e Città del Capo.

## Storia
I lavori sono iniziati nel dicembre del 2015  e nel maggio del 2021 sono stati aperti al traffico i primi 91 km tra Moggio e Zuai.

## Percorso
| Autostrada Moggio-Auasa |                                                      |       |      |         |          |
| Tipo                    | Indicazione                                          | ↓km↓  | ↑km↑ | Regione | Africana |
|                         | Autostrada Addis Abeba-Adama                         | 0,0   | ..   | Oromia  | TA4      |
|                         | Moggio                                               | 1,6   | ..   | Oromia  | TA4      |
|                         | Qoqa                                                 | 26,3  | ..   | Oromia  | TA4      |
|                         | Alemtena                                             | 43,7  | ..   | Oromia  | TA4      |
|                         | Meki                                                 | 66,7  | ..   | Oromia  | TA4      |
|                         | Zuai - Strada nazionale fine autostrada in esercizio | 91,3  | ..   | Oromia  | TA4      |
|                         | Bulbula                                              | ..    | ..   | Oromia  | TA4      |
|                         | Neghelle                                             | ..    | ..   | Oromia  | TA4      |
|                         | Sciasciamanna                                        | ..    | ..   | Oromia  | TA4      |
|                         | Auasa - Strada nazionale                             | 209,0 | ..   | Oromia  | TA4      |